# Överlida
Överlida is een plaats in de gemeente Svenljunga in het landschap Västergötland en de provincie Västra Götalands län in Zweden. De plaats heeft 546 inwoners (2005) en een oppervlakte van 91 hectare.

## Verkeer en vervoer
Bij de plaats loopt de Länsväg 154.